# Gli albi di Occidente
Gli albi di Occidente è una serie a fumetti italiana tratta dalla Trilogia di Occidente di Mario Farneti. I testi sono di Piero Viola (con la supervisione dello stesso Farneti) e i disegni di Claudio Valenti.
Così come i romanzi, la serie a fumetti è ambientata in un mondo ucronico dove l'Italia fascista non entrò mai in campo nella seconda guerra mondiale a fianco della Germania nazista, evitando così di seguirne la caduta e divenendo invece una potenza mondiale.

## Episodi

### Prima serie
1. Terza Guerra Mondiale
2. La cattura di Stalin
3. Arma Segreta MK66
4. Deserto nero, sangue rosso

### Seconda serie
1. Agente della Dea Roma